# Fondation Stamm
Die Fondation Stamm ist eine unabhängige Hilfsorganisation in der ostafrikanischen Republik Burundi und wurde im August 1999 von der Wiesbadenerin Verena Stamm gegründet.
Verena Stamm lebt mit ihrem burundischen Ehemann seit September 1972 in Burundi und ist ausgebildete Krankenschwester. Begonnen hat die Fondation mit der Betreuung von Frauen und Kindern in den Flüchtlingslagern. Heute werden zehn Projekte im gesamten Land betreut, u. a. Beherbergung von Straßenkindern, ehemalige Kindersoldaten, Aids- und Kriegswaisen, Vergewaltigungsopfer, Verstoßene sowie Flüchtlinge. Bislang wurden mehr als 500 Kindern zu einer Schul- und Berufsausbildung verholfen.
In eigenen Ausbildungszentren lehrt professionelles Personal die Kinder und Jugendlichen in Schreiner-, Schweißer- und Schneiderarbeiten, Fahrradwerkstätten, bildet aus zu Köchen, Frisören oder aber in Landwirtschaft und Viehzucht. Über die eigenen Projekte hinaus werden einige Schulen und Projekte mit Geldern und Nahrungsmittellieferungen unterstützt, wie beispielsweise das Schulspeisungsprogramm in der nordöstlichen Provinz Muyinga.
Die Finanzierung funktioniert ausschließlich über private Spendengelder und die Unterstützung anderer Hilfsorganisationen. Darüber hinaus erwirtschaftet die Fondation einige Gelder selbst mit dem Verkauf von Waren, die in den Projekten selbst hergestellt wurden.